# 三角洲2000
三角洲2000（英語：Delta 2000)系列是美国的一次性使用运载系统，用於在1974年至1981年之間進行了44次軌道發射。它是三角洲系列運載火箭]]家族的成員。存在幾種變體，它們以四位數的數字代碼區分。三角洲1000、2000和3000系列在第一和第二級使用了多餘的美国国家航空航天局阿波羅計劃火箭發動機。
第一級是加長型長型坦克雷神，它是用Rocketdyne RS-27重新設計的，取代了以前的MB-3-III發動機。 RS-27發動機是在土星1B中使用的經過重新命名的H-1火箭发动机，僅作了少許改動。安裝了三個或九個Castor-2固體火箭助推器，以在起飛時增加推力。 Delta-P第二級使用TRW TR-201發動機。 TR-201發動機是為固定推力輸出重新配置的月球模塊下降發動機。為了達到更高的軌道，需要三級配置的發射使用了Thiokol Star-37D或Star-37E上級作為遠地點點推進馬達。
Delta 2000發射發生在范登堡空軍基地的2W太空發射綜合體和卡納維拉爾角空軍基地的17號發射綜合體的兩個發射區。四十四次發射中有四十三次成功。唯一的失敗是1974年1月19日的首次飛行，使天網2A進入了無用的軌道。電子封裝電路板（第二級）中的短路使上級和衛星處於不穩定的低軌道（96 x 3,406 km x 37.6°）中，該軌道迅速衰減。調查表明，電路板上使用了不合格的塗層。